# 李昭政
李昭政（韓語：이소정，1993年9月3日—），藝名So Jung，韓國女歌手。現任女子音樂組合Ladies' Code成員，於隊內擔任第一主唱，亦有以個人solo歌手身分推出作品。出道前曾參與跨國歌唱比賽電視節目The Voice的韓國版本The Voice of Korea第一季，為全國前八強。

## 早期生涯
2012年，昭政參加了The Voice of Korea，於盲選階段獲得四位導師一致好評，得到四轉的最佳成績（所有導師轉身想選她為自己的隊員），最終進入全國八強，因此打開知名度。2013年3月7日，正式以女子音樂組合Ladies' Code的成員出道，在隊內擔任第一主唱，擁有高辨識度帶有一點沙啞的滄桑嗓音，以及深厚的歌唱功底。
昭政在以Ladies' Code出道後，自曝曾被診斷出有厭食症，其原因為當初在參加The Voice of Korea後，看見自己在螢幕上的模樣感到無法接受，因此開始瘋狂減肥，不料卻患上厭食症，導致身形過瘦，經治療後已慢慢恢復健康。

## 車禍重傷，演藝事業停擺
2014年9月3日凌晨，Ladies' Code乘坐的車輛在嶺東高速公路發生車禍，其乘坐車輛在嶺東高速公路距離仁川43公里處撞上防護墻，警方調查報告認定駕駛違規行駛，車速過快又逢天雨路滑致使車禍發生。事故發生後，成員高恩妃在送醫不久後即停止呼吸，不幸身亡，得年21歲。另一名成員權梨世在經過多日的搶救後，仍於9月7日於韓國時間上午10時10分因傷勢過重離開人世，得年23歲。成員Ashley、Zuny、司機、化妝師受到輕傷，意識清楚，但受到嚴重驚嚇。
昭政在此事故中雖幸運存活，但事故當下重傷昏迷，在院方經過搶救後才恢復意識。工作人員因顧及昭政傷勢嚴重，為了避免昭政情緒激動，在第一時間隱瞞部分成員逝世的消息，但由於看到Ashley拿著手機突然崩潰痛哭，被昭政猜出可能有人過世。恩妃葬禮當天昭政需進行手術，因此並未出席，但在數日後梨世的葬禮上吊著點滴並乘坐輪椅，以帽子及口罩遮住受傷的臉部出席，送團員最後一程。
經院方診斷，昭政由於面部骨折的關係，需進行長達半年的治療及休養，無法進行演藝活動，再加上兩名成員逝世的關係，使其事業停擺。令人唏噓的是，車禍事故當天，正好是昭政的21歲生日。
南韓電視台Channel A綜藝節目《Eye Contact》於2019年11月11日播出的集數中，倖存成員們事隔五年首度公開回憶此事。昭政表示，當天結束表演行程後行經休息站時，她下車使用洗手間返回車上，發現其他四名成員們在忙碌的行程中依舊為她獻上生日驚喜，成員們獻上手寫卡片，並用巧克力餅疊成了蛋糕的形狀，點蠟燭為她慶生，一行人開心度過生日，但因為擔心發胖並未食用巧克力餅。慶生過後，一行人再度踏上返回首爾的路程，路程中成員們因為疲累紛紛睡去，車禍便在此時發生，由於車禍當下昭政受到重傷昏迷，因此對於車禍事件並無任何記憶。事發五年多來，成員們私底下為顧及彼此感受，也不曾談論過此事，但因昭政從那之後便不過生日，甚至認為自己的生日是不幸的，因此Ashley和Zuny主動向節目申請，希望藉此說出心事，化解昭政的心結。

## 現今
2015年8月22日，將近梨世和恩妃逝世一週年之際，在日本舉辦《I'm Fine Thank You》梨世及恩妃紀念演唱會。Ladies' Code的僅存三位成員、同屬公司藝人也紛紛參與，公布新歌《就算痛也要笑》，三位成員唱多首抒情歌時悲傷痛哭，場面哀淒。該曲在梨世的一週年忌日9月7日公布音源，但不會在音樂節目宣傳，此次演唱會也是為了完成梨世想在故鄉日本開演唱會的心願。
2016年2月21日與2月28日，昭政以"我的夜比你的白日美"的舞台名登上神秘音樂秀：蒙面歌王47集和48集的舞台，並憑藉深厚的歌唱實力晉級到第二輪，在蒙面的情況下被眾人誤以為是出道幾十年有深厚唱功的歌手。
2016年2月24日，Ladies' Code正式復出，推出單曲專輯《MYST3RY》，並以《Galaxy》為主打單曲。
2016年7月19日起，昭政參與JTBC播出的音乐竞技真人秀节目《Girl Spirit》，並挺進最終決賽成為前五強。
2017年5月2日，公開了昭政solo預告圖，昭政的首支solo曲《我們為什麼會分手？(Better than Me)》是一首平靜的抒情曲，搭配昭政具有感染力的歌聲，將更能散發歌曲悲傷的氣息。
2018年2月21日，官方公布昭政的回歸消息，將以兩首單曲回歸。3月5日，昭政以《Crystal Clear》回歸歌壇。3月8日，昭政以《Stay Here》回歸。
2020年11月，參加JTBC歌唱比賽節目Sing Again - 無名歌手戰，以「我是現在想要能笑的歌手」分在個人組，最終得到第四名。

## 作品

### 個人單曲
| 日期          | 語言 | 曲名                                                       |
| 2017年5月2日  | 韓語 | 《我們為什麼會分手？(Better than Me)》                     |
| 2018年3月5日  | 韓語 | 《Crystal Clear》                                          |
| 2018年3月8日  | 韓語 | 《Stay Here》                                              |
| 2021年2月19日 | 韓語 | 《我們曾在一起但離別卻只有我一人(If You Were Still Here)》 |

### 個人參與作詞作曲單曲
| 日期          | 語言 | 曲名             |
| 2015年8月22日 | 韓語 | 《就算痛也要笑》 |
| 2020年5月14日 | 韓語 | 《Get Over》     |
| 2020年5月14日 | 韓語 | 《Netflix》      |
| 2020年8月22日 | 韓語 | 《ISLAND》       |

### OST
| 日期           | 劇名                     | 曲名               |
| 2019年3月7日   | 《附身》                 | 《Searching Me》   |
| 2019年7月3日   | 《僅此一次的愛情》       | 《香氣》           |
| 2019年7月26日  | 《平日下午3點的戀人》    | 《Yesterday》      |
| 2019年12月15日 | 《揀擇－女人們的戰爭》   | 《像是隨風飄散般》 |
| 2020年10月6日  | 網路電視劇《禮物收到了》 | 《Walkin' on air》 |
| 2021年3月11日  | 《Mouse》                | 《It's Okay》      |
| 2021年12月27日 | 《花開時想月》           | 《告訴我這是謊言》 |
| 2022年7月9日   | 《為何是吳秀才》         | 《I'm here》       |
| 2022年11月12日 | 《金湯匙》               | 《Missing You》    |

### 個人專屬綜藝節目
| 日期   | 節目名稱       |
| 2018年 | 《我是李昭政》 |

### 個人參與歌唱比賽
| 日期   | 電視台 | 節目名稱                    | 集數               | 名次       |
| 2012年 | Mnet   | 《The Voice of Korea》      | 3、7、10、12、13   | 全國八強   |
| 2016年 | MBC    | 《神秘音樂秀：蒙面歌王》    | 48                 | 晉級第二輪 |
| 2016年 | JTBC   | 《Girl Spirit》             | 1-11               | 前五強     |
| 2020年 | JTBC   | 《Sing Again - 無名歌手戰》 | 3、4、6、9、10、12 | 第四名     |

## 外部連結
- 李昭政的Instagram帳戶
- 李昭政的X（前Twitter）
- YouTube上的소정의 선물 SOJUNG頻道
- YouTube上的Polaris Entertainment頻道